# Konrad Kurc
Konrad Kurc ps. Joland (ur. 15 marca 1896 w Niemirowie (Podole), zm. 3 sierpnia 1944 w Pruszkowie) – polski działacz patriotyczny, uczestnik walk w I wojnie światowej, wojnie polsko-bolszewickiej 1920, pracownik pruszkowskiej elektrowni - rozstrzelany za udział w zrywie powstańczym w sierpniu 1944.

## Życiorys

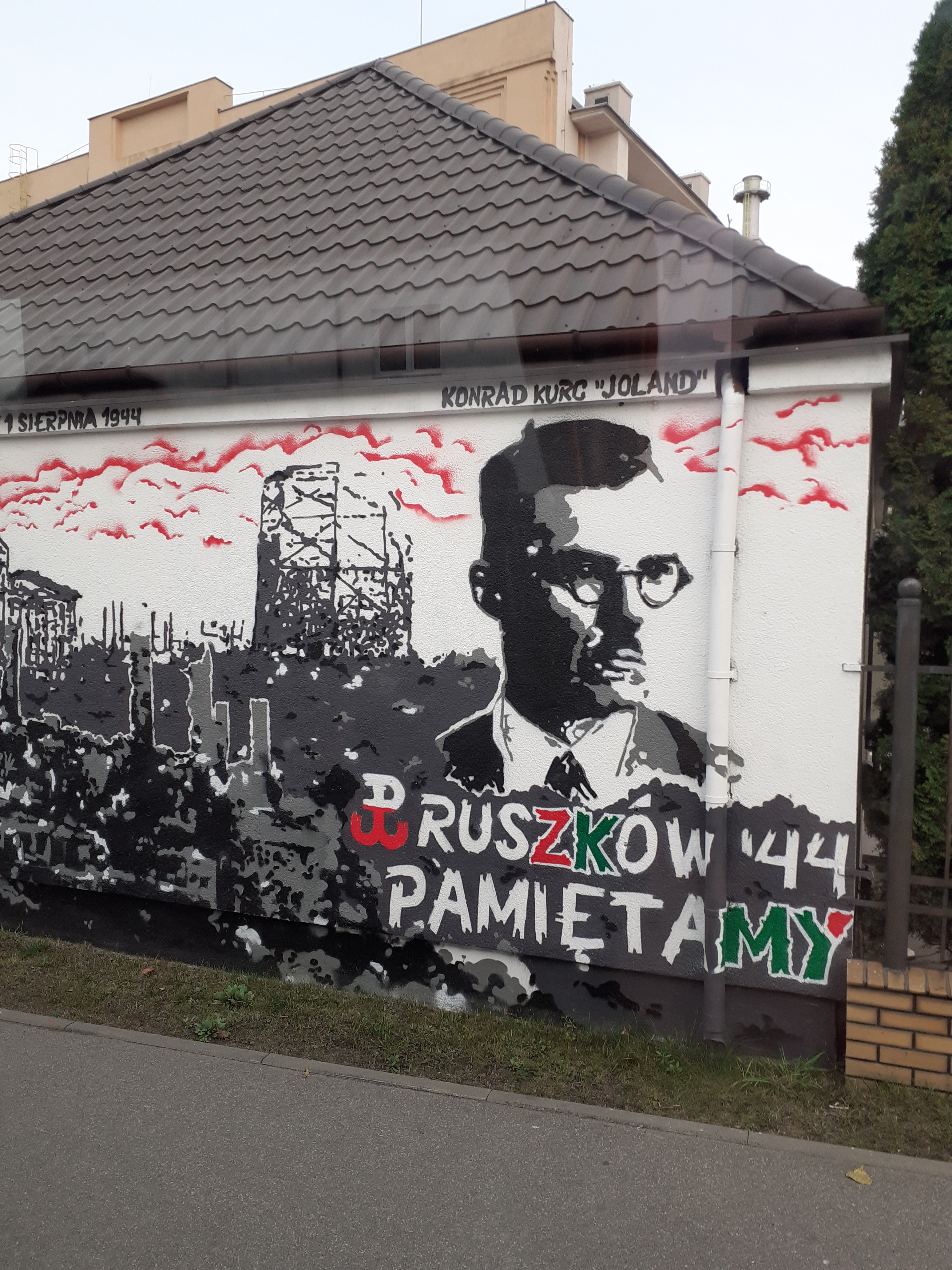
Konrad Kurc upamiętniony na muralu w Pruszkowie (2022).

Urodził się w rodzinie plenipotenta dóbr Potockich – Teodora Kurca. Po ukończeniu gimnazjum w Kijowie rozpoczął naukę na Wydziale Rolniczym tamtejszej politechniki. Naukę przerwał wybuch I wojny światowej, czynnie włączył się do walk i brał m.in. udział w wysadzeniu bolszewickiego składu amunicji. W październiku 1919 przedostał się do Warszawy, gdzie wcześniej schronienie znalazła jego matka i siostry. Ochotniczo zgłosił się do walki w wojnie polsko-bolszewickiej w 1920, przydzielono go do 1 pułku zapasowego szwoleżerów. Walczył pod dowództwem gen. Gustawa Orlicz-Dreszera, a następnie w oddziale dowodzonym przez gen. Juliusza Rómmla. Po zakończeniu działań wojennych podjął pracę w warszawskiej Kasie Chorych, równocześnie rozpoczął naukę w Szkole Mechanicznej im. H.Wawelberga i S.Rotwalda. Następnie uczęszczał na kursy buchalterii i języków obcych. Zdobyte wykształcenie pozwoliło mu podjąć w 1931 pracę kierownika biura finansowo-personalnego w pruszkowskiej elektrowni. Zatrudnienie w elektrowni zwalniało z obowiązku mobilizacji we wrześniu 1939. Od lipca 1940 Konrad Kurc był jednym z członków Rady Głównej Opiekuńczej w Pruszkowie. W 1941 przystąpił do tworzonego na terenie elektrowni plutonu Wojskowej Służby Ochrony Powstania, będącego częścią kompanii WSOP „Nenufar”. Gdy w Warszawie wybuchło powstanie pluton opanował elektrownię, niestety nie otrzymawszy pomocy z zewnątrz walczący poddali się. Niemcy przeprowadzili śledztwo podczas którego wytypowali pięciu mężczyzn podejrzanych o przywództwo w niepodległościowym zrywie. Jeden z hitlerowców wskazał Konrada Kurca jako aktywnie uczestniczącego w walkach. Po przeprowadzonym brutalnym przesłuchaniu w dniu 3 sierpnia 1944 Konrad Kurc został rozstrzelany na rampie kolejowej w Pruszkowie. W dowód uznania, za męstwo i wytrwałość (podczas śledztwa Konrad Kurc nikogo nie zdradził) pośmiertnie odznaczono go Krzyżem Walecznych i Krzyżem Powstańczym.